# Sierra Morena (Comarca)
Die Comarca Sierra Morena ist eine der 10 Comarcas, in die die spanische Provinz Jaén eingeteilt ist. Sie wurde, wie alle Comarcas in der Autonomen Gemeinschaft Andalusien mit Wirkung zum 28. März 2003 eingerichtet.
Die Comarca Sierra Morena liegt im Nordwesten der Provinz und umfasst 9 Gemeinden mit einer Fläche von 1.401,30 km².

## Lage
|                 | Provinz Ciudad Real                         |            |
| Campiña de Jaén | Kompassrose, die auf Nachbargemeinden zeigt | El Condado |
|                 | Comarca Metropolitana de Jaén               | La Loma    |

## Gemeinden
| Gemeinde              | Einwohner (2024) | Fläche km² | Dichte Einw./km² | Cod INE | Postleitzahl |
| --------------------- | ---------------- | ---------- | ---------------- | ------- | ------------ |
| Aldeaquemada          | 456              | 120,28     | 4                | 23004   | 23215        |
| Bailén                | 17.264           | 117,14     | 147              | 23010   | 23710        |
| Baños de la Encina    | 2.563            | 392,27     | 7                | 23011   | 23711        |
| Carboneros            | 597              | 58,61      | 10               | 23021   | 23211        |
| La Carolina           | 14.681           | 201,37     | 73               | 23024   | 23200        |
| Guarromán             | 2.760            | 96,21      | 29               | 23039   | 23210        |
| Jabalquinto           | 1.961            | 73,24      | 27               | 23049   | 23712        |
| Linares               | 55.261           | 196,70     | 281              | 23055   | 23700        |
| Santa Elena           | 866              | 145,48     | 6                | 23076   | 23213        |
| Comarca Sierra Morena | 96.409           | 1.401,30   | 69               | –       | –            |

## Nachweise
1. ↑  Instituto Nacional de Estadística Municipal Register of Spain
2. ↑  Orden de 14 de marzo de 2003, por la que se aprueba el mapa de comarcas de Andalucía a efectos de la planificación de la oferta turística y deportiva, Boletín Oficial de la Junta de Andalucía (Amtsblatt der Regierung von Andalusien), Nr. 59 vom 27. März 2003, S. 6248